# Kids United
Kids United er en fransk gruppe bestående af seks børn i alderen otte til femten år (2015) og dannet i forbindelse med en UNICEF-kampagne. Hélène Ségara og Corneille har stået fadder til gruppen. Deres album Un monde meilleur, et album med genindspilninger, har opnået dobbelt-platin.

## Medlemmer

### Erza
Navn: Erza Muqoli

Alder: 10 år.
Erza deltog i niende sæson af "La France a un incroyable talent" i 2015, hvor hun nåede frem til finalen.

### Esteban
Navn: Estéban Costoso

Alder: 15 år.
Esteban deltog i "La France a un incroyable talent" sammen med sin fætter som elleveårig og derefter i første sæson af "The Voice Kids" som trettenårig. Han har sin egen YouTube-kanal, "Esteban y Diego" med sin fætter Diego.

### Gabriel
Navn: Gabriel Gros

Alder: 13 år.
Gabriel, der har engelske rødder, coachede sine kammerater i Kids United i forbindelse med de engelsksprogede numre. Han stammer fra Roubaix og har deltaget i det engelske program "Teen Star". Han stod med valget mellem at deltage i 2 castings, den for "The Voice Kids" og den for "Kids United". Han valgte det sidste, da det tiltalte ham at kunne hjælpe de andre børn.

### Gloria
Navn: Gloria de Blasi

Alder: 8 år.
Den yngste i gruppen. Hun deltog i første sæson af "The Voice Kids", hvor hun røg ud da hun skulle "slås" med Carla.

### Nilusi
Navn: Nilusi Nissanka 

Alder: 16 år.
Nilusi deltog i januar 2014 "L'École des fans, nouvelle génération" med Tal. hun vandt med 2 dommerstemmer mod 1, der gik til Sheraz.

## Tidligere medlemmer

### Carla
Navn: Carla Sologne

Alder: 12 år.
Carla deltog i den første sæson af den franske udgave af "The Voice Kids" som ti-årig med sangen "Éblouie par la nuit" af Zaz. Som coach i udsendelserne havde hun Jenifer. Hun gik ud af programmet som vinder. Den 3. marts meddelte hun at hun forlader gruppen.

## Diskografi

### Albums
- Un monde meilleur, 2015

### Klassificering
| År   | Titek                 | Bedste placering | Bedste placering | Bedste placering |
| År   | Titek                 | Belgien Wallonie | Schweiz          | Frankrig         |
| ---- | --------------------- | ---------------- | ---------------- | ---------------- |
| 2015 | On écrit sur les murs | —                | —                | 5                |
| 2015 | Imagine               | —                | —                | 197              |
| 2015 | Last Christmas        | —                | —                | 96               |